# Polen ved vinter-OL 1952
Polen deltog ved Vinter-OL 1952 i Oslo med tredive sportsudøvere, 27 mænd og tre kvinder, som konkurrerede i fire sportsgrene, alpint skiløb,ishockey, langrend og skihop. Polens deltagere vandt ikke nogen medaljer. Den bedste placering var en sjetteplads i ishockeyturneringen.

## Medaljer
| 1952 Oslo | Guld | Sølv | Bronze | Total |
| Polen     | 0    | 0    | 0      | 0     |